# 柳䛒
柳䛒（542年—610年），字顧言，出自河東柳氏，隋朝文人。永嘉之亂，徙家襄陽。
柳䛒是南朝梁都官尚書柳暉之子，柳惔之孙。在梁朝初任著作佐郎。萧詧建立後梁，柳䛒担任侍中兼国子祭酒、吏部尚書。後梁被隋朝所废，柳䛒被隋朝任用为開府、通直散騎常侍，转任内史侍郎。因为没有官僚的干才，于是转任晋王諮議参軍。晋王杨广喜好文雅，招諸葛潁、虞世南、王冑、朱瑒等一百人任用为学士。柳䛒是晋王学士的魁首，晋王待他如師友。
仁寿元年（601年），晋王被立为太子，柳䛒为東宮学士，加通直散騎常侍，检校洗馬。皇太子杨广对他親信厚待，允许他出入寝室。柳䛒好酒，善于辩论，杨广待他非常亲昵。奏上所撰《法華玄宗》20卷。
仁寿四年（604年）、杨广即位为煬帝，柳䛒担任秘書監，封漢南县公。大業六年（610年），跟随皇帝巡幸江都，病故，享年六十九岁。追贈大将軍，谥号康。著書《史記音解》30卷、《晋王北伐記》15卷、《柳䛒集》10卷。

## 延伸阅读
[在维基数据编辑]
 《隋書·卷58》，出自魏徵《隋书》